# Personlig identitet
Personlig identitet syftar inom filosofin på en självmedvetande persons essens, det som gör någon till just den person som den är och som gör att personen är samma person under olika tidpunkter, trots ytliga förändringar. Detta problemområde innefattar frågor som: Vad är jag? När började jag att vara? och Vad kommer att hända med mig när jag dör?